# Вакцинація проти COVID-19 в Алжирі
Вакцинація проти COVID-19 в Алжирі — це кампанія масової імунізації населення Алжиру проти COVID-19 під час пандемії коронавірусної хвороби. Вакцинальна кампанія в країні розпочалась 29 січня 2021 року після отримання 50 тисяч доз російської вакцини «Спутник V». До 6 червня 2021 року в країні було введено 2,5 мільйона доз вакцини. За час проведення вакцинації в Алжирі застосовуються переважно вакцини «Спутник V» і AstraZeneca.

## Передумови
Алжир повідомив про введення понад 2,5 мільйона доз вакцини станом на 6 червня 2021 року. Дані повідомляються лише кожні кілька тижнів або місяців без інформації про повторні щеплення.

## Хронологія
28 січня 2021 року Алжир отримав 50 тисяч доз російської вакцини «Спутник V», які приземлилися в міжнародному аеропорту Алжира.
29 січня 2021 року Алжир розпочав кампанію вакцинації проти COVID-19 через день після отримання першої партії з 50 тисяч доз російської вакцини «Спутник V».
1 лютого до країни надійшло 50 тисяч доз вакцини Oxford–AstraZeneca проти COVID-19.
25 лютого 2021 року Алжир отримав ще 200 тисяч доз вакцини із Китаю.
3 квітня 2021 року через механізм COVAX було доставлено 364800 доз вакцини Oxford-AstraZeneca.
7 квітня 2021 року міністр охорони здоров'я Лотфі Бенбахмад повідомив, що було досягнуто угоди про виробництво вакцини «Спутник V» на заводі «Сайдал» в Константіні.
26 квітня 2021 року США надали понад 600 тисяч доз вакцини Johnson & Johnson проти COVID-19.
До кінця серпня 2021 року в країні було введено 4,1 мільйона доз вакцини.
До кінця вересня 2021 року в країні було введено 10,2 мільйона доз вакцини.
До кінця жовтня 2021 року було введено 11,2 мільйона доз вакцини, а 27 % цільової групи населення були повністю вакциновані.
До кінця листопада 2021 року було введено 12,1 мільйона доз вакцини, а 30 % цільової групи населення були повністю вакциновані.
До кінця грудня 2021 року було введено 12,5 мільйонів доз вакцини, а 31 % цільової групи населення було повністю вакциновано.
До кінця січня 2022 року було введено 13 мільйонів доз вакцини, а 32 % цільової групи населення були повністю вакциновані.
До кінця квітня 2022 року було введено 15 мільйонів доз вакцини, а 6,5 мільйонів осіб були повністю вакциновані.